# Damstrumpor

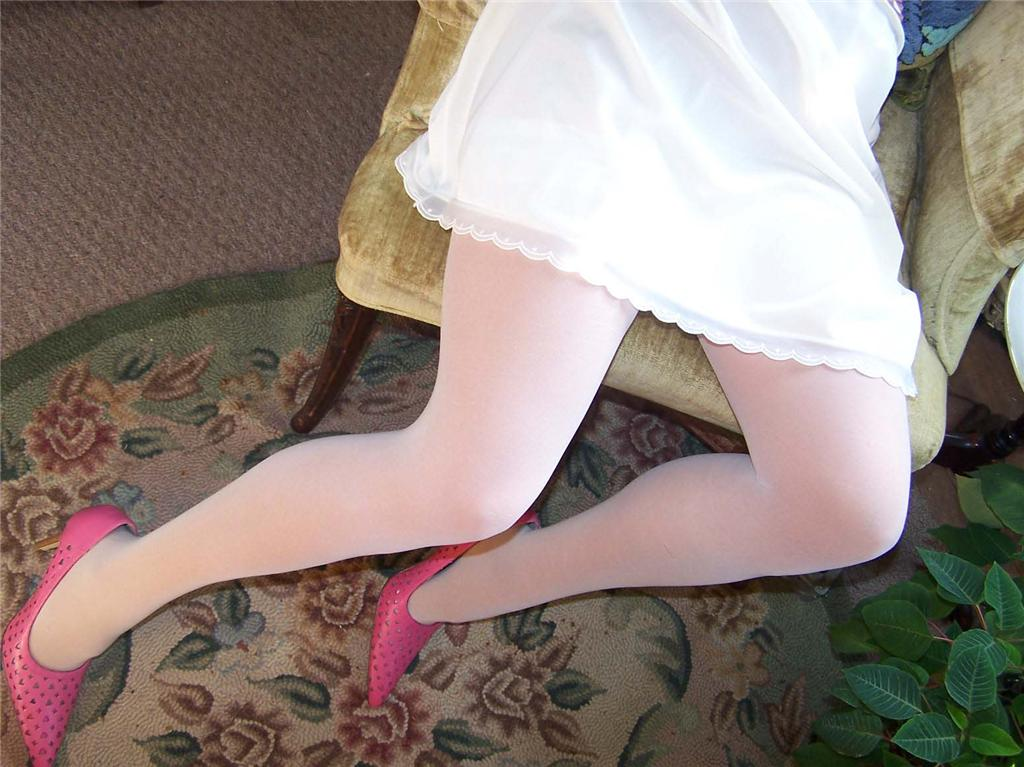
Silkesstrumpor

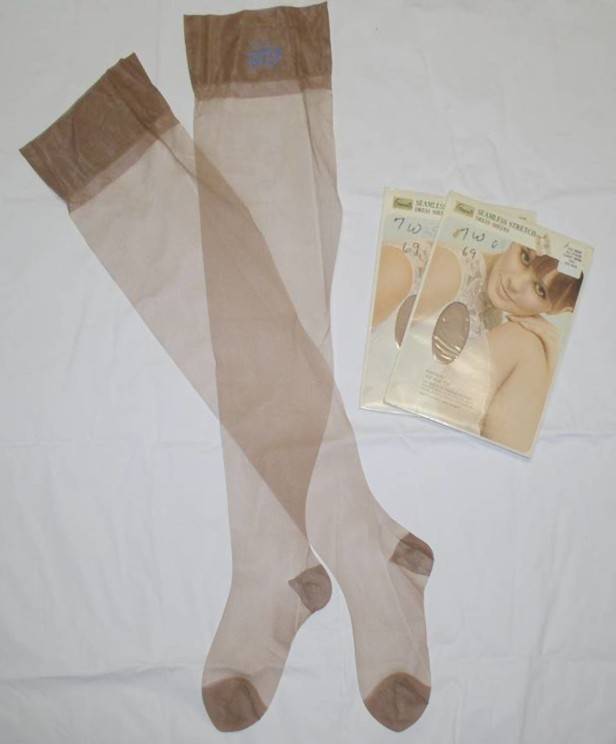
Nylonstrumpor

Damstrumpor har genomgått många förändringar i utvecklingen mot att bli ett modeplagg. Först hade de enbart den praktiska funktionen att skydda benen mot undervegetation och insektsbett.
Från början tillverkades strumpor av vävda tyger som sedan syddes ihop. Denna metod var dock opraktisk, eftersom tyget knappast var tänjbart, vilket gav fula veck mellan smalbenet och foten. Stickade material gav mycket bättre resultat. De första stickade strumporna gjordes för hand med två stickor och syddes ihop med en söm. William Lee uppfann 1589 stickmaskinen för strumpor som stickade alla maskor i ett varv på samma gång, vilket gick mycket fortare än att sticka för hand. Samuel Wise färdigställde 1767 en stickmaskin som stickade rundstickning, och därmed kunde man för första gången industriellt tillverka strumpor utan söm. Tidigare hade detta bara varit möjligt om man stickade för hand med fem stickor.
Trots att tekniken för att tillverka strumpor utan söm funnits sedan länge i Europa, var det först på 1800-talet som det blev vanligt med strumpor utan söm. Nutida strumpfabriker är mer eller mindre högteknologiska företag och har förstås väldigt lite gemensamt med de tidiga strumptillverkningsmaskinerna.
Under 1900-talet förvandlades damstrumporna till ett silkigt förförelseattribut. Vid början av 1910-talet var det modernt med mönstrade, broderade strumpor, men första världskriget satte stopp för denna trend. Hädanefter gick alla bomulls- och yllestrumpor i mörka färger. Det "glada" tjugotalet blåste liv i modet, så även för benen, eftersom strumpindustrin hade uppfunnit ett nytt, revolutionerande material: konstsiden. Dessutom hade modeskaparna uppfunnit strumpebandshållaren, som hindrade strumporna från att glida ner. Den otympliga korsetten, som tidigare hade hållit strumporna på plats, var i högsta grad impopulär under 20-talets tangoera. De första strumporna av konstsiden och rayon kunde förstås inte mäta sig med de äkta sidenstrumporna, eftersom de var överdrivet glansiga och hade en grov söm på baksidan, vilket avslöjade att de inte var äkta vara. Upptäckten av konstsiden möjliggjorde emellertid "demokratiseringen" av strumpan, eftersom de befintliga materialen förbättrades under de kommande decennierna och nya material, som nylon och perlon, uppfanns. Detta innebar att man kunde tillverka allt bättre och allt billigare strumpor och därmed hade fler kvinnor råd att köpa dem.
Under andra världskriget var eleganta strumpor ovanliga, och de skulle dessutom ha varit oanvändbara för de flesta kvinnor. I stället föredrog man tjocka, stickade strumpor som skyddade mot kyla. Efter kriget blev de mycket eftersöka nylonstrumporna tillgängliga igen, men kunde i stora delar av Europa bara köpas på svarta marknaden. De som inte hade möjlighet att idka byteshandel och inte hade kontakter bland de amerikanska styrkorna var tvungna att ta till särskild "benmakeup", vilket innebar att man ritade sömmar på baksidan av benen med en ögonbrynspenna. Överallt öppnades skönhetssalonger som specialiserade sig på "benmakeup". Många kvinnor besökte dessa salonger på morgnarna för att få "strumpor" ritade direkt på benen, innan de gick till arbetet.
På 1950-talet lanserades de första strumporna utan söm, vilka dock mottogs med mindre entusiasm än väntat. Sömmen ansågs nämligen erotisk och framställde lite korta eller lite kraftiga ben i en fördelaktig dager. Strumpornas dagar var emellertid ändå oåterkalleligen räknade; knappt tio år senare mottogs de genomskinliga strumpbyxorna med stor entusiasm av alla kvinnor, eftersom de var idealiska att bära till minikjol. Det hade varit otänkbart att bära strumpeband under minikjol eftersom de kunde synas, men strumpbyxorna borgade för den perfekta sextiotalslooken. Följaktligen förlorade strumporna sin ställning och förpassades längst bak i byrålådan.

Nylonstrumpor

Inte förrän på 1980-talet, då vackra underkläder var högsta mode igen, fick kvinnor återigen smak för lyxiga strumpor. Förutom de klassiska modellerna, som hölls uppe med strumpebandshållare, fanns det nu också stay-ups (som hade uppfunnits på 1950-talet), vars överdel bestod av en elastisk remsa eller ett silikonband som fick strumporna att sitta på plats utan strumpebandshållare. Numera finns valmöjligheter för alla smaker: praktiska eller feminina strumpor, svarta eller diskret beigefärgade, med eller utan söm, enkla eller mönstrade.